# 1812年憲法橋

1812年憲法橋 (スペイン語: Puente de la Constitución de 1812)、もしくは愛称で知られる ラ・ペパ橋  (Puente de La Pepa) とは、スペイン国のアンダルシア州のカディス市とプエルト・レアル市とを結ぶカディス湾に架かる斜張橋である。現在スペイン国で最長の橋である。設計者はスペイン人の土木工学者ハビエル・マンテロラである。

## 構造
全長は3,092 m、中央径間は540 mである。橋には二つの支柱が存在する。幅は34-36.8メートルであり、6車線を有する。水面上から桁下の高さは69メートルである。9つ目の柱と10目の柱との支間長は150 mの着脱可能な部分なので、仮に桁下の高さを超える高くて大型の船が航行する場合には使われる。しかし、未だに取り除かれていない。ケーブルは176本、真っ白な高密度ポリエチレンが中の鉄鋼を包む。カディス湾は時に風が強く吹いているため、道路が位置する床版は、空気力学的なデザインとして造られた。

## 歴史
1812年憲法橋が建設される前は、カディス市に接するアクセスは二つしかなかった。一つはカディス市なりの自然な砂州であり、二つはフランコ独裁政権の下で1969年に建てられたホセ・レオン・デ・カランサ橋だった。交通の便を良くしたり、それをカディス市の中心部に近くしたりするために、スペイン1812年憲法記念日の200周年の祝いに2012年までに新しい橋が建てられると期待された。着工は2007年に始まったが、財政困難で期待に応じることができず建設が延期された。2015年9月24日にやがて開通した。

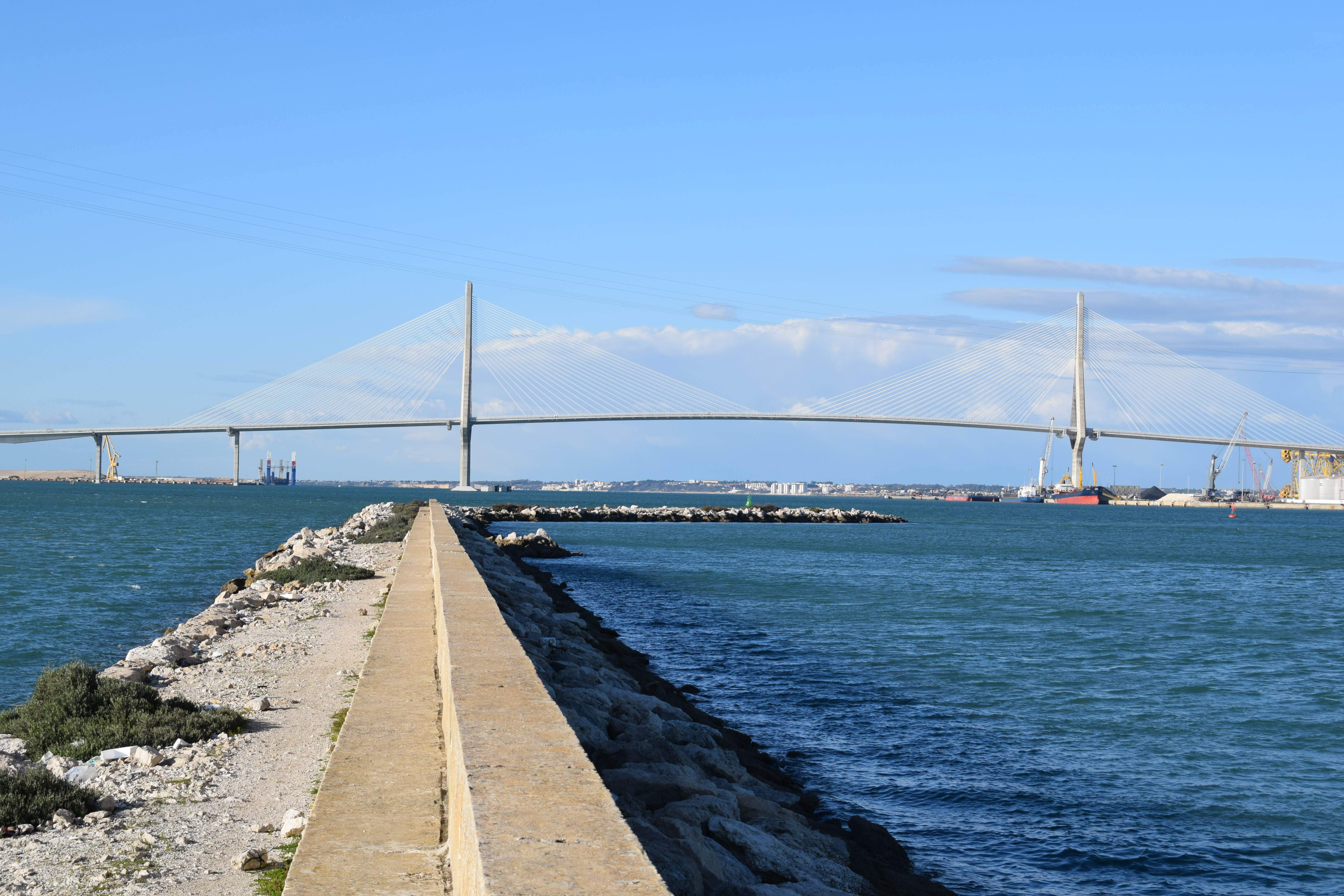
防波堤から覗いた1812年憲法橋。

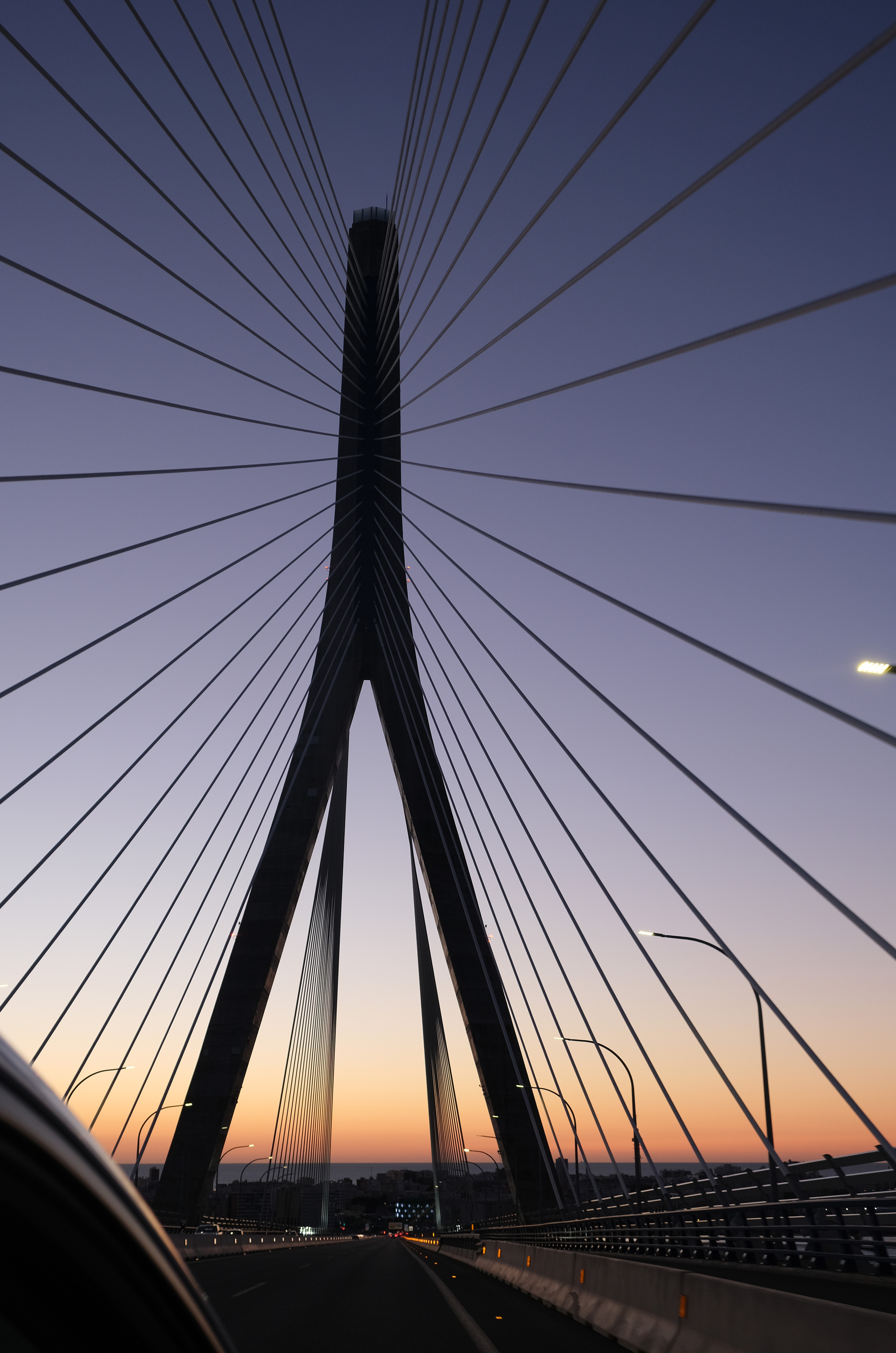
支柱に張った色々なケーブル。奥にはカディス市の後ろにある大西洋。